# Урфин Джюс (группа)
У́рфин Джюс — советская рок-группа из Свердловска, образованная в 1980 году. Названа в честь персонажа из книги А. Волкова «Урфин Джюс и его деревянные солдаты».
Автором всех текстов группы стал Илья Кормильцев. Все магнитоальбомы группы оформил художник Александр Коротич.

## История
Группа образована в декабре 1980 года ушедшими из «Сонанса» Александром Пантыкиным (вокал, бас, клавишные) и Иваном Савицким (ударные). Чуть позже к ним присоединился Юрий «Ринк» Богатиков (гитара)
К весне 1981 года в составе группы произошла смена барабанщика — Савицкого сменил Александр Плясунов, ранее игравший с Ринком в филармонических коллективах. 1 апреля «Урфин Джюс» дебютировал на сцене большого зала Политехнического института.
В июне группа выступила на первом свердловском рок-фестивале, организованном по инициативе комитета комсомола Архитектурного института, завоевав приз жюри. После записи дебютного альбома «Путешествие» (1981) Пантыкин собрал новый состав, вместо Ринка (позднее «Кунсткамера», ансамбль Владимира Чекасина, «Апрельский марш») и Плясунова («Встречное движение», «Пролог», «Сама по себе») появились Игорь «Егор» Белкин («Р-клуб») и Владимир Назимов («Бумеранг»). В этом составе группа записала ещё два альбома — «15» и «Жизнь в стиле Heavy Metal», после чего c подачи Белкина и Кормильцева в 1984 году фактически объединилась в один коллектив с музыкантами тогда малоизвестной группы «Наутилус Помпилиус». В таком составе группа помогает Белкину записать сольный альбом «Около радио».
В 1986 году эта рок-тусовка снова разделяется на «Наутилус» и вновь образованную группу «Настя», в которую ушли все бывшие музыканты «Урфина Джюса» во главе с Белкиным.
Последний концерт группы «Урфин Джюс» в усиленном составе (был приглашён клавишник и саксофонист Алексей Могилевский, успевший с группой уже отыграть несколько концертов) состоялся 22 июня 1986 года в рамках I фестиваля Свердловского рок-клуба. Публика прохладно встретила любимую группу, после чего она по-тихому прекратила своё существование, хотя о распаде не сообщалось (разовые реюнионы «Урфина» в каноническом составе стали происходить уже в 2000-е годы, начиная с гастролей по городам США и заканчивая участием в ежегодном фестивале «Старый Новый Рок»).
В 1989 году бывший концертный менеджер «Наутилуса» Борис Агрест предложил Пантыкину реанимировать «Урфин Джюс». Поддавшись на уговоры, Пантыкин согласился и набрал новый состав: Андрей Котов за барабанами, гитарист Александр Деулин и басист Александр Доброславин. В реанимированной группе её же лидеру досталось место клавишника.
После воссоединения (теперь уже в сугубо коммерческих целях) «Урфин Джюс» записал на студии фирмы «Мелодия» магнитоальбом, получивший название «5 минут неба». С программой альбома группа выступила в московском спорткомплексе «Олимпийский».

Эти песни мы с Ильёй сочинили в начале 1980‑х, когда «УД» был еще на коне. Альбом получился такой странный, не похожий на три первых. Это, скорее, мой сольник— Александр Пантыкин

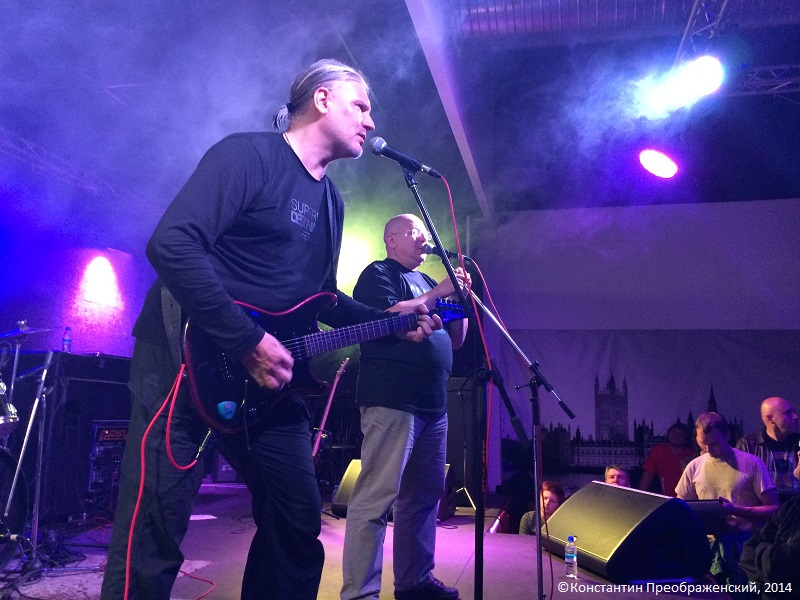
Егор Белкин и Александр Пантыкин на фестивале памяти Ильи Кормильцева «Иллюминатор-2014»

Увы, начало гастрольной деятельности реанимированного коллектива было сильно подорвано — в Жлобине один из концертов был сорван из-за очень плохой продажи билетов, а на концерте в Тюмени «УД» выступил как инструментальная арт-роковая команда. После жлобинской аферы группу покинул гитарист Александр Деулин, а его место занял Николай Григорьев.
Накануне IV фестиваля Свердловского рок-клуба[когда?] группа временно меняет название на «Проект Александра Пантыкина» (ПАП) и под ним же выступает. Выступление старого-нового коллектива получилось провальным, после чего в группе опять последовала замена — басиста Александра Доброславина сменил Сергей Амелькин. После этого коллектив вернул себе старое название и продолжил гастроли по городам СССР].
Осенью 1990 года состав был усилен негритянским танцором, под которого Пантыкин писал новые песни. Однако затея не снискала никакого успеха, танцор вернулся в Москву, а «Урфин Джюс» окончательно прекратил своё существование.
Несмотря на то, что «Урфин Джюс» был включен в список «Легенд русского рока», группа никогда не была особенно известна, отчасти потому, что распалась до «триумфального шествия рок-музыки по СССР» во второй половине 1980-х годов. Тем не менее, музыкальный стиль «Урфина Джюса» оказал большое влияние на творчество представителей свердловского рока.

## Состав группы

### Классический состав
- Александр Пантыкин — вокал, бас-гитара, клавишные, автор музыки
- Егор Белкин — гитара, вокал, автор музыки
- Владимир Назимов — барабаны

### Бывшие участники группы
- Юрий Богатиков — гитара (1980-82)
- Иван Савицкий — барабаны (1980-81)
- Александр Плясунов — барабаны (1981-82)
- Алексей Могилевский — клавишные, саксофон (1985-86)
- Андрей Котов — барабаны (1989—90)
- Александр Деулин — гитара (1989)
- Николай Григорьев — гитара (1989-90)
- Александр Доброславин — бас-гитара (1989)
- Сергей Амелькин — бас-гитара (1989-90)

## Дискография
- 1981 — Путешествие
- 1982 — 15
- 1984 — Жизнь в стиле Heavy Metal
- 1989 — 5 минут неба (магнитоальбом)
- 1997 — 5 минут неба (сборник)

## Концертные альбомы
- 1983 — Некоторые вопросы, волнующие нас («Трек» и «Урфин Джюс», концертный альбом)
- 2001 — Легенды русского рока